# Scolecobonaria lithocarpi
Scolecobonaria lithocarpi är en svampart som först beskrevs av Bonar & V.A.M. Mill., och fick sitt nu gällande namn av Augusto Chaves Batista 1962. Scolecobonaria lithocarpi ingår i släktet Scolecobonaria, klassen Dothideomycetes, divisionen sporsäcksvampar och riket svampar.   Inga underarter finns listade i Catalogue of Life.